# Stensjötjärnen, Ångermanland
Stensjötjärnen är en sjö i Åsele kommun och Örnsköldsviks kommun i Ångermanland och ingår i Gideälvens huvudavrinningsområde. Sjön har en area på 0,114 kvadratkilometer och ligger 272,1 meter över havet.

## Delavrinningsområde
Stensjötjärnen ingår i det delavrinningsområde (710066-162556) som SMHI kallar för Utloppet av Stensjön. Medelhöjden är 295 meter över havet och ytan är 8,03 kvadratkilometer. Det finns inga avrinningsområden uppströms utan avrinningsområdet är högsta punkten. Vattendraget som avvattnar avrinningsområdet har biflödesordning 5, vilket innebär att vattnet flödar genom totalt 5 vattendrag innan det når havet efter 117 kilometer. Avrinningsområdet består mestadels av skog (61 procent) och sankmarker (13 procent). Avrinningsområdet har 0,96 kvadratkilometer vattenytor vilket ger det en sjöprocent på 12 procent.